# Bobby Wood
Bobby Shou Wood, född 15 november 1992, är en amerikansk fotbollsspelare som spelar för Real Salt Lake i MLS. Han har även representerat USA:s landslag.